# Așa să mor!
Așa să mor! este o schiță scrisă de Ion Luca Caragiale. 